# Paul Ziche
Paul Ziche (* 29. April 1967 in Passau) ist ein deutscher Wissenschaftshistoriker und Hochschullehrer.

## Leben und Wirken
Paul Ziche studierte Philosophie, Psychologie und Physik an den Universitäten München und Oxford. Im Jahre 1995 promovierte er an der Universität München bei Wilhelm G. Jacobs, der dort eine Professor für Philosophie (Schwerpunkt Idealismus) innehatte. Von 1996 bis 2000 arbeitete Ziche als wissenschaftlicher Mitarbeiter am Institut für Geschichte der Medizin, Naturwissenschaft und Technik (Ernst-Haeckel-Haus) der Friedrich-Schiller-Universität Jena. Von 2001 bis 2007 war er wissenschaftlicher Mitarbeiter bei der der Kommission zur Herausgabe der Schriften von Schelling an der Bayerischen Akademie der Wissenschaften. 2003 habilitierte sich Ziche an der Universität München. 2008 übernahm er die Professor für Geschichte der modernen Philosophie an der Universität Utrecht.
Ziche ist Mitherausgeber der „Schelling-Studien. Internationale Zeitschrift zur klassischen deutschen Philosophie“. In seinen Veröffentlichungen beschäftigt er sich vor allem mit der Geschichte der Philosophie des Idealismus und der Naturwissenschaften um 1800 und Friedrich Wilhelm Joseph Schelling. 

## Veröffentlichungen (Auswahl)
- (Hrsg.): Christoph Friedrich von Pfleiderer / Physik. Naturlehre nach Klügel; Nachschrift einer Tübinger Vorlesung von 1804 (= Spekulation und Erfahrung, Abt. 1, Bd. 6). Frommann-Holzboog, Stuttgart-Bad Cannstatt 1994, ISBN 3-7728-1607-X.
- „Stammelnde Natursprache“ und „Lallendes Wörterbuch“. Anfänge von Sprache in Hegels Anthropologie. In: Hegel-Studien, Bd. 29 (1994), S. 17–145.
- Mathematische und naturwissenschaftliche Modelle in der Philosophie Schellings und Hegels (= Spekulation und Erfahrung, Reihe 2, Bd. 39). Frommann-Holzboog, Stuttgart-Bad Cannstatt 1996, ISBN 3-7728-1769-6 (= Dissertation Universität München).
- Naturforschung in Jena zur Zeit Hegels. Materialien zum Hintergrund der spekulativen Naturphilosophie. In: Hegel-Studien, Bd. 32 (1997), S. 9–30.
- (Hrsg.): Introspektion. Texte zur Selbstwahrnehmung des Ichs. Springer, Wien 1999, ISBN 3-211-83179-7.
- (Hrsg.): Monismus um 1900. Wissenschaftskultur und Weltanschauung (= Ernst-Haeckel-Haus-Studien, Bd. 4). VWB, Verl. für Wiss. und Bildung, Berlin 2000, ISBN 3-86135-483-7.
- (Hrsg., mit Olaf Breidbach): Naturwissenschaften um 1800. Wissenschaftskultur in Jena-Weimar. Böhlau, Weimar 2001, ISBN 3-7400-1177-7.
- Mathematik und Physik als philologisch-geschichtliche Wissenschaften. Christoph Friedrich Pfleiderers Inauguralthesen in den Fächern Mathematik und Physik (1790–1792). In: Michael Franz (Hrsg.): »... im Reiche des Wissens cavalieremente«? Hölderlins, Hegels und Schellings Philosophiestudium an der Universität Tübingen (= Schriften der Hölderlin-Gesellschaft, Bd. 23,2). Ed. Isele, Eggingen 2005, S. 372–406, ISBN 3-86142-381-2.
- Wissenschaftslandschaften um 1900. Philosophie, die Wissenschaften und der nichtreduktive Szientismus (= Legierungen, Bd. 3). Chronos, Zürich 2008, ISBN 3-0340-0877-5.
- (Hrsg., mit Gian Franco Figo): »Die bessere Richtung der Wissenschaften«. Schellings »Vorlesungen über die Methode des akademischen Studiums« als Wissenschafts- und Universitätsprogramm (= Schellingiana, Bd. 25). Frommann-Holzboog, Stuttgart 2011, ISBN 3-7728-2598-2.
- (mit Petr Rezvykh): Sygkepleriazein. Schelling und die Kepler-Rezeption im 19. Jahrhundert (= Schellingiana, Bd. 22). Frommann-Holzboog, Stuttgart-Bad Cannstatt 2013, ISBN 978-3-7728-2441-8.
- „Gefühl der unbeschreiblichen Realität jener höheren Vorstellungen“. Realismus und Religionsphilosophie um 1800. In: Friedrich Hermanni u. a. (Hrsg.): Religion und Religionen im deutschen Idealismus. Schleiermacher – Hegel – Schelling (= Collegium metaphysicum, Bd. 13). Mohr Siebeck, Tübingen 2015, S. 275–291, ISBN 3-16-154167-7.
- (Hrsg., mit Vicki Müller-Lüneschloß): Friedrich Wilhelm Joseph Schelling / Historisch-kritische Ausgabe, Reihe 1 (Werke), Bd. 12 (Schriften 1802–1803). Zwei Teilbände. Frommann-Holzboog, Stuttgart-Bad Canstatt 2019, ISBN 978-3-7728-2395-4.
- Cosmic enthusiasm and loss of perspective. Cosmology and generalized feelings around 1900. In: Peter König/Oliver Schlaudt (Hrsg.): Kosmos. Vom Umgang mit der Welt zwischen Ausdruck und Ordnung. Heidelberg University Publishing, Heidelberg 2023, S. 351–380, ISBN 978-3-96822-094-9 (Volltext).